# Sternwarte Genf

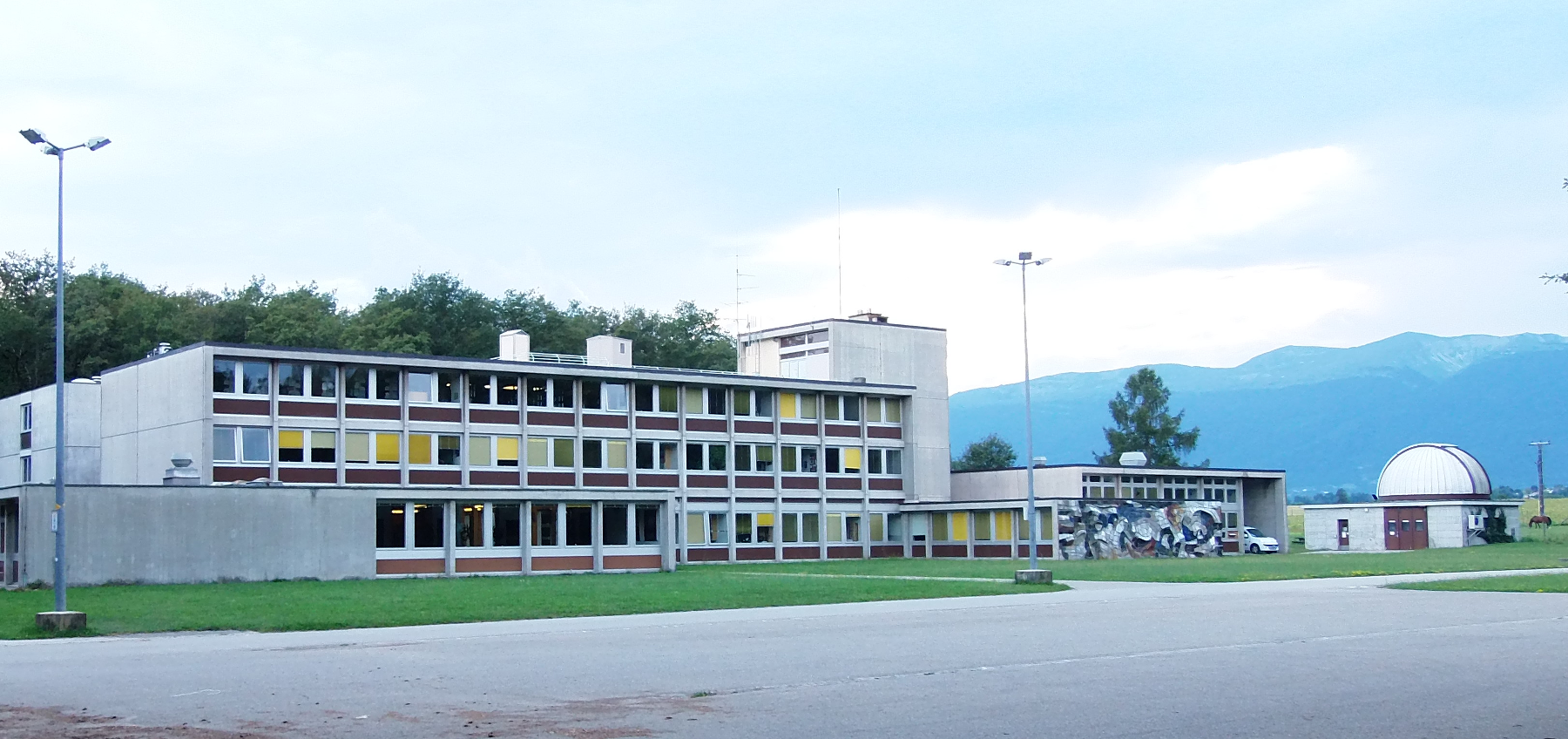
Das Observatorium von Genf

Die Sternwarte Genf ist eine Sternwarte, die 1772 von Jacques-André Mallet in der Nähe der Stadt Genf gegründet wurde. Sie ist heute wegen der Entdeckung des ersten Exoplaneten im Jahr 1995 durch Michel Mayor und Didier Quéloz bekannt.

## Geschichte

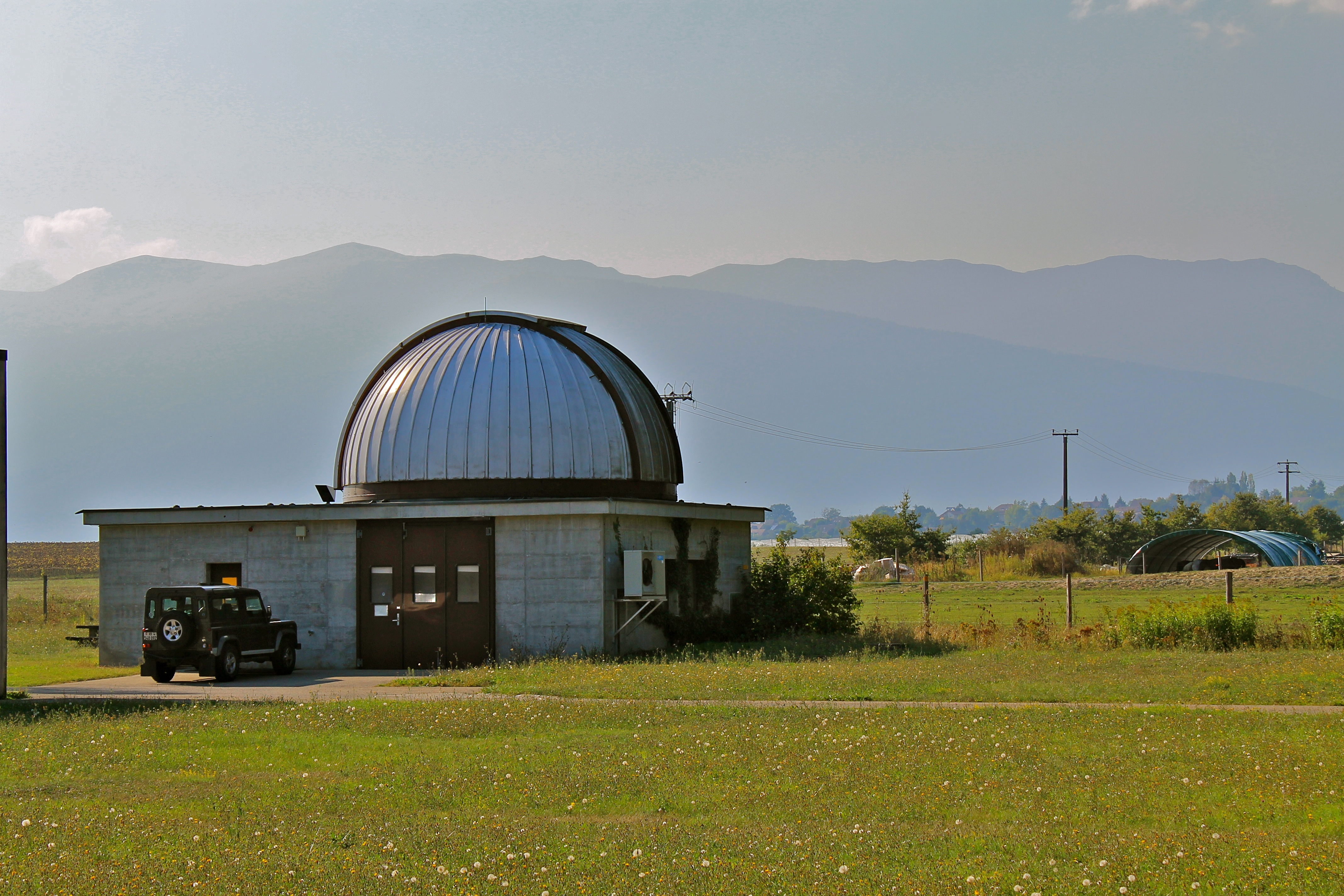
Station anbei des Hauptgebäudes

Die ersten wissenschaftlichen Aktivitäten am Observatorium bestanden vor allem in Zeitmessungen, Meteorologie, wie auch dem Studium von Finsternissen, Kometen, Planeten und nach der Jahrhundertwende auch der Beobachtung von veränderlichen Sternen. Langjähriger Direktor der Sternwarte war Jean Alfred Gautier (von 1819 bis 1839). Ihm folgte Émile Plantamour bis 1882, danach übernahm Gautiers Neffe Émile Gautier die Leitung der Sternwarte. Nachdem dessen Sohn Raoul Gautier 1889 die Professur für Astronomie an der Genfer Akademie übernommen hatte, übergab Émile Gautier ihm auch die Leitung der Sternwarte. Dieser leitete die Geschicke des Instituts der Astronomie und der Sternwarte bis Ende 1927, Zeitpunkt an dem er von seinen Ämtern zurücktrat. Die ursprüngliche Sternwarte von Genf hatte bis ins Jahr 1966 Bestand (Sternwartencode 189), wo sie dann schliesslich nach Sauverny (Gemeinde Versoix) verlegt wurde (Sternwartencode 517). Dies gelang auf Initiative von Professor Marcel Golay, welcher an der neuen Sternwarte bis 1992 den Vorsitz hatte.
Das Genfer Observatorium und das astrophysikalische Laboratorium der EPFL (École polytechnique fédérale de Lausanne) arbeiten im wissenschaftlichen und infrastrukturellen Bereich sehr eng zusammen. Geleitet werden die beiden Institute (Stand 2009) von Gilbert Burki (Genf) und Georges Meylan (Lausanne).

## Organisation

### Intern
Im Zentrum arbeiten etwa 80 Personen aus den Bereichen Wissenschaft, Ingenieurwesen, Informatik, Doktoranden, Studenten und Administration. Zur Sternwarte gehört auch das Integral Science Data Centre (ISDC), welches die Daten des Satelliten INTEGRAL (INTErnational Gamma Ray Astrophysics Laboratory) bearbeitet und der ESA zur Verfügung stellt. Im Gelände sind Forschungsstationen, mechanische und elektronische Labors für die Kalibrierung der Instrumente, eine Informatikabteilung, eine Bibliothek und Zimmer für auswärtige Forscher vorhanden.
Die Hauptforschungsgebiete sind:
- Astrophysik, die sich mit der Entwicklung von modernen Messgeräten für Sonnen- und Raumforschung befasst
- Sternentwicklung
- Dynamik und Kinematik von Galaxien
- Studium von Quasaren
- spezielle physikalische Aspekte der Hochatmosphäre

Selbstverständlich gehört die Lehre der Astrophysik in der französischsprachigen Schweiz dazu. Ausserdem werden öffentlich zugängliche Führungen organisiert, Kurse für Lehrpersonen durchgeführt und unzählige Fragen der Öffentlichkeit beantwortet.
Genf und Lausanne sind zusammen mit Lyon und Grenoble Mitglieder der Gruppe L2G2. Innerhalb dieser Gruppe werden gegenseitig die Diplome anerkannt und gemeinsam die Studiengänge erarbeitet.

### Externe Zusammenarbeit
- HARPS (High Accuracy Radial velocity Planet Search) am ESO-3,6-m-Teleskop in La Silla[4]
- COROT (COnvection, ROtation and planetary Transits) Weltraumteleskop[5]
- GAIA (Global Astrometric Interferometer for Astrophysics) Weltraumteleskop[6]

## Leistungen
- Entdeckung des ersten Exoplaneten um einen sonnenähnlichen Stern 1995 (51 Pegasi b)